# غاري أيريس
غاري أيريس (بالإنجليزية: Gary Ayres)‏ هو لاعب كرة قدم أسترالية أسترالي، ولد في 28 سبتمبر 1960.

## وصلات خارجية
- غاري أيريس على موقع AustralianFootball.com (الإنجليزية)
- غاري أيريس على موقع AFLtables.com (الإنجليزية)